# Mar Abascal
Mar Abascal (Madrid, 1974) és una actriu cantant i soprano espanyola.
La seva carrera professional s'inicia en la primera meitat de la dècada de 1990, actuant en espectacles de Sarsuela, com La màgia de la sarsuela (1995). Successivament intervé en alguns de les peces més destacades del género chico com Agua, azucarillos y aguardiente en el Teatre Fernán Gómez, La Gran Via, La verbena de la Paloma, i gènere gran com La cort de Faraó o Los sobrinos del Capitán Grant, en el Teatre de la Zarzuela de Madrid. En 1999 intervé en el musical Estem en l'aire. Contínua amb la seva carrera lírica fins a 2007.
En 2008 va donar un gir a la seva carrera i es va centrar en la interpretació, fonamentalment, de comèdies. Aquest any va protagonitzar La meva primera vegada (2008-2011), de Ken Davenport, al costat de Javi Martín i Miren Ibarguren, amb la qual va arribar a estar tres temporades en cartell. El seu major èxit sobre els escenaris va ser l'obra Burundanga. El final d'una banda (2011-2015), de Jordi Galceran, amb la qual es manté durant tres temporades en Teatre Lara. En el 2010, va participar en el capítol 129 de Aída, interpretant a Idoya.
Entre desembre de 2014 i abril de 2017 va formar part del repartiment de la comèdia de televisió Gym Tony en el paper de Pilar Macías. Ha realitzat dues incursions en la pantalla gran en els curtmetratges El Príncep de Árgel (2004) i Bombolla (2009). En 2016, gràcies a la seva trajectòria com a soprano, es converteix en professora del programa, Aixeca't All Stars. En 2020, va aparèixer en el programa En una altra clau, cantant una cançó en un cabaret.